# Wannefeld
Wannefeld ist ein Ortsteil der gleichnamigen Ortschaft der Hansestadt Gardelegen im Altmarkkreis Salzwedel in Sachsen-Anhalt.

## Geografie

### Lage
Das altmärkische Dorf Wannefeld liegt 14 Kilometer nordöstlich von Calvörde in der Colbitz-Letzlinger Heide und der Altmark etwa zehn Kilometer südlich der Gardelegener Altstadt. Der im Norden fließende Wannegraben vereinigt sich westlich des Ortes mit dem von Süden kommenden Brandgraben zur Wanneweh. Der Klüdensche Berg im Südwesten ist etwa 90 Meter hoch.

### Ortschaftsgliederung
Zur Ortschaft Wannefeld gehört neben Wannefeld mit seinen Wohnplätzen Finkenbucht, Kenzendorf und Neumühle.

## Geschichte

### Mittelalter bis Neuzeit
Im Jahre 1376 wird Wannefeld erstmals als Wevenwoder erwähnt. Weitere Nennungen sind 1398 dat dorp tu wenwede, 1507 Wenwede, 1687 Wannefeldt. Der Ort entstand als Rundplatzdorf (Rundling) der später nach Osten erweitert wurde, wie aus dem Urmesstischblatt von 1823 zu erkennen ist. 1725 und 1824 kam es zu einem Dorfbrand. 1842 wurde von einem Schulhaus mit einem Lehrer berichtet. Die Einwohner betrieben etwas Hopfenanbau. Noch zu Beginn des 20. Jahrhunderts standen östlich des Dorfes drei Windmühlen am Weg nach Letzlingen. Die Friedenseiche von 1896 vor dem einstigen Schulgebäude musste 2012 wegen Schädlingsbefalls abgesägt werden. Eine Nachfolgerin wurde gepflanzt.
Die Wannefelder feierten im Sommer 2018 das 620-jährige Bestehen des Ortes mit einem Dorffest, wohl in Unkenntnis der Erwähnung aus dem Jahre 1376, die unter anderem der Historiker Peter P. Rohrbach Anfang 2018 veröffentlichte.
Am 14. Mai pflanzte Ortsbürgermeister Gustav Wienecke mit Hans-Peter und Ingrid Baule sowie der Stifterin Ehrengard Dümpert-von Alvensleben das Baumdenkmal für die Deutsche Einheit auf dem Dorfplatz.

### Landwirtschaft
Bei der Bodenreform 1945 wurden erfasst: Drei Besitzungen über 100 Hektar mit zusammen 1199 Hektar, 55 Besitzungen unter 100 Hektar mit zusammen 928 Hektar, zwei Gemeindebesitzungen mit zusammen 8 Hektar. Enteignet wurden 1199 Hektar. Davon wurden aufgeteilt 80,9 Hektar auf 16 landarme Bauern mit Besitz unter 5 Hektar, 53,9 Hektar auf 10 landlose Bauern und Kleinpächter, 8,9 Hektar gingen an drei Umsiedler. Erst im Jahre 1959 entstand die erste Landwirtschaftliche Produktionsgenossenschaft vom Typ III, die LPG „Nikolai Michailowitsch Schwernik“, die zweite war die LPG Typ III „Frohe Zukunft“. Die Nachfolger der Genossenschaften wurden 1991 aufgelöst.

### Eingemeindungen
Ursprünglich gehörte das Dorf zum Tangermündeschen Kreis der Mark Brandenburg in der Altmark. Zwischen 1807 und 1810 lag es im Stadtkanton Gardelegen auf dem Territorium des napoleonischen Königreichs Westphalen. Ab 1816 gehörte die Gemeinde zum Kreis Gardelegen, dem späteren Landkreis Gardelegen.
Am 30. September 1928 wurde der Gutsbezirk Polvitz-Kenzendorf mit der Landgemeinde Wannefeld zur Landgemeinde Wannefeld vereinigt. So gelangte der Wohnplatz Kenzendorf zu Wannefeld. Am 20. Juli 1950 wurde die bis dahin eigenständige Gemeinde Polvitz-Neuemühle nach Wannefeld eingemeindet. Damit kamen der Ortsteil Polvitz und der Wohnplatz Neuemühle zur damaligen Gemeinde Wannefeld.
Ab dem 25. August 1952 gehörte die Gemeinde Wannefeld zum Kreis Gardelegen. Am 1. Januar 1974 wurde die Gemeinde Roxförde aus dem gleichen Kreis nach Wannefeld eingemeindet. Am 1. Juni 1989 wurde der Ortsteil Roxförde aus Wannefeld ausgegliedert und Roxförde wurde wieder zu einer Gemeinde.
Durch einen Gebietsänderungsvertrag hat der Gemeinderat der Gemeinde Wannefeld am 6. Juni 2009 beschlossen, dass die Gemeinde Wannefeld in die Hansestadt Gardelegen eingemeindet wird. Dieser Vertrag wurde vom Landkreis als unterer Kommunalaufsichtsbehörde genehmigt und trat am 1. Januar 2010 in Kraft.
Nach Eingemeindung der bisher selbständigen Gemeinde Wannefeld wurden Wannefeld und Polvitz Ortsteile der Hansestadt Gardelegen. Für die eingemeindete Gemeinde wurde die Ortschaftsverfassung nach den §§ 86 ff. der Gemeindeordnung Sachsen-Anhalt eingeführt. Die eingemeindete Gemeinde Wannefeld wurde zur Ortschaft der aufnehmenden Hansestadt Gardelegen. In der eingemeindeten Gemeinde und nunmehrigen Ortschaft Wannefeld wurde ein Ortschaftsrat mit anfangs sieben, heute fünf Mitgliedern einschließlich Ortsbürgermeister gebildet. Zur Ortschaft Wannefeld gehören somit die Ortsteile Wannefeld und Polvitz.

### Einwohnerentwicklung
| Jahr | Einwohner |
| ---- | --------- |
| 1734 | 163       |
| 1772 | 071       |
| 1790 | 143       |
| 1798 | 152       |
| 1801 | 143       |
| 1818 | 206       |

| Jahr | Einwohner |
| ---- | --------- |
| 1840 | 272       |
| 1864 | 318       |
| 1871 | 329       |
| 1885 | 308       |
| 1892 | [00]295   |
| 1895 | 306       |

| Jahr | Einwohner |
| ---- | --------- |
| 1900 | [00]299   |
| 1905 | 274       |
| 1910 | [00]275   |
| 1925 | 331       |
| 1939 | 320       |
| 1946 | 502       |

| Jahr | Einwohner |
| ---- | --------- |
| 1964 | 471       |
| 1971 | 456       |
| 1981 | 614       |
| 1993 | 367       |
| 2006 | 287       |
| 2012 | [00]217   |

| Jahr | Einwohner |
| ---- | --------- |
| 2016 | 212       |
| 2017 | [0]215    |
| 2021 | [0]202    |
| 2022 | [0]199    |

Quelle bis 2006, wenn nicht angegeben:

## Religion
Die evangelischen Christen aus Wannefeld gehörten zur Kirchengemeinde und Pfarrei Roxförde. Sie werden heute betreut vom Pfarrbereich Letzlingen im Kirchenkreis Salzwedel im Propstsprengel Stendal-Magdeburg der Evangelischen Kirche in Mitteldeutschland.

## Politik

### Ortsbürgermeister
Ortsbürgermeister der Ortschaft Wannefeld ist Gustav Wienecke.

### Ortschaftsrat
Bei der Ortschaftsratswahl am 26. Mai 2019 konnte die CDU alle 5 Sitze erringen.

## Kultur und Sehenswürdigkeiten
- Ein Bauernhaus am Rande des Rundlings steht unter Denkmalschutz.[3]

### Gedenkstätten
- Auf dem Ortsfriedhof sind zehn unbekannte Häftlinge aus dem KZ Mittelbau-Dora beigesetzt, die SS-, Wehrmachts- und Volkssturmeinheiten im April 1945 vom Letzlinger Bahnhof auf einen Todesmarsch getrieben und ermordet hatten. Dieses nationalsozialistische Endphaseverbrechen stand im Zusammenhang mit dem Massaker von Gardelegen. Die Beigesetzten stammten aus den KZ Außenlagern Wieda, Osterhagen, Nüxei und Mackenrode.[24][25]
- Im Glockenturm der Trauerhalle des Friedhofs hängt die Glocke, die ehemals in der kleinen Kirche derer von Alvensleben in Polvitz hing. Sie wurde vor Jahrzehnten von Hilka Hoppe, geborene Mechthild von Alvensleben, gestiftet.[26]
- In der Ortsmitte steht ein Denkmal für die Gefallenen des Ersten Weltkrieges.[27]
- Baumdenkmal für die Deutsche Einheit auf dem Dorfplatz.[13]

## Wirtschaft und Infrastruktur
Wannefeld liegt zwischen den Kreisstraßen K 1106 und K 1101. Bis zur B 71 sind es drei Kilometer.